# 英利国际金融中心
英利国际金融中心（英語：Yingli International Financial Centre，YIFC）是一栋位於重慶市解放碑中央商务区的高层建筑，占地5615.26平方米，建筑总高度288米，建筑面积约16万平方米，由写字楼和购物中心组成。其中，地上58层，地下5层。项目获得了由美国颁发的“LEED绿色建筑”预认证金奖建筑体证书。

## 合作团队
项目全程由美国仲量联行测量师事务所有限公司策划管理。美国世邦魏理仕为英利国际金融中心提供管理服务。美国AECOM为项目提供专业技术和管理服务。
英利中心的外观和香港国金中心二期类似。

## 周围交通
项目附近车站
- 重庆轨道交通较场口站、小什字站
- 重庆公交索道一号线（长江索道）新华路站
- 重庆公交索道二号线（嘉陵江索道）洪崖洞站

## 重庆其它国际金融中心
| 名称               | 区域         | 开发             | 状态 | 设计      |
| ------------------ | ------------ | ---------------- | ---- | --------- |
| 九龙仓国际金融中心 | 江北区江北嘴 | 香港九龙仓集团   | 在建 | Wong Tong |
| 重庆喜来登国际中心 | 南岸区滨江路 | 泰正集团         | 建成 |           |
| 军润国际金融中心   | 渝中区解放碑 | 军润置业         | 规划 | KPF       |
| 重庆国际金融中心   | 江北区江北嘴 | 兆华斯坦地产集团 | 规划 |           |
| 万豪国际金融中心   | 渝中区解放碑 | 华熙国际         | 拆迁 | ECADI     |